# Karl-Heinz Duffke
Karl-Heinz Duffke (* 27. Januar 1929) ist ein ehemaliger deutscher Fußballspieler und Fußballtrainer. Für Dynamo Dresden und Dynamo Berlin spielte er in den 1950er Jahren in der DDR-Oberliga, der höchsten Spielklasse im DDR-Fußball. Mit Dynamo Dresden wurde er 1953 DDR-Fußballmeister.

## Sportliche Laufbahn

### Fußballspieler
Mit 21 Jahren tauchte Karl-Heinz Duffke in der Saison 1950/51 erstmals im höherklassigen Fußball auf. Mit der Betriebssportgemeinschaft (BSG) Einheit Ost Leipzig bestritt er in der zweitklassigen DDR-Liga zwölf der achtzehn ausgetragenen Punktspiele. Nachdem er 1951/52 neunzehn von 22 Ligaspielen bestritten hatte, wechselte er zur Spielzeit 1952/53 zum Oberligisten Dynamo Dresden. Es wurden 32 Punktspiele ausgetragen, in denen Duffke dreizehnmal hauptsächlich in der Rückrunde und vorwiegend als Verteidiger eingesetzt wurde. Dynamo Dresden beendete die Saison als Meister. 1953/54 spielte Duffke nicht in der Oberliga. Als im November 1954 die Oberligamannschaft von Dynamo Dresden nach Ost-Berlin umgesiedelt wurde und dort als Dynamo Berlin anzutreten hatte, gehörte auch Duffke zu den Betroffenen. Er kam jedoch nur einmal im Dezember 1954 in einem Oberligaspiel als Einwechsler zum Einsatz. Im Januar 1955 kehrten mehrere vormalige Dresdner Spieler nach Dresden zurück und schlossen sich der neuen DDR-Liga-Mannschaft SG Dynamo an, die aus dem gescheiterten Projekt Sektion Fußball des SC DHfK Leipzig hervorgegangen war. Zu den Rückkehrern gehörte auch Karl-Heinz Duffke, der zwölf der verbliebenen dreizehn Ligaspiele bestritt. Die SG Dynamo Dresden stieg am Saisonende in die neue drittklassige II. DDR-Liga ab, Duffke kehrte als Fußballspieler nicht mehr in die höheren Fußballligen zurück.

### Fußballtrainer
In der Saison 1961/62 war Karl-Heinz Duffke Trainer des II.-DDR-Liga-Aufsteigers Lok Meiningen. Er konnte die Mannschaft knapp vor dem Abstieg bewahren. 1963 übernahm er als weiteren Aufsteiger die BSG Stahl Riesa, die er bis 1965 in I. DDR-Liga betreute. Auch der Lokalrivale Chemie Riesa wurde in der Saison 1968/68 als Aufsteiger in die DDR-Liga von Duffke betreut. Die Chemiker konnte sich nur für ein Jahr in der Zweitklassigkeit halten, und Duffke kehrte nach Meiningen zurück. Dort übernahm er ab 1970 für drei Spielzeiten das Training der DDR-Liga-Mannschaft der Armeesportgemeinschaft (ASG) Vorwärts Meiningen. Mit den Armeefußballern erreichte Duffke zweimal den zweiten und 1972/73 den vierten Platz. Anschließend verabschiedete er sich endgültig vom höherklassigen Fußball.